# Poderoso como el trueno
Poderoso como el trueno es el título del segundo álbum de estudio de la banda española de heavy metal, Obús, publicado en 1982 por Chapa Discos.

## Producción
A lo pocos meses de publicar su exitoso debut, Prepárate, Obús, convertidos ya en una de las bandas más populares del heavy metal español, regresaron a los estudios Escorpio de Madrid para grabar su segundo álbum. Para Poderoso como el trueno volvieron a contar con la producción de Tino Casal y Luis Soler.

## Recepción
A pesar de que la banda estaba pasando por uno de los momentos de mayor popularidad, habían alcanzado en número 1 de 40 principales en el mes de enero de 1982 y habían aparecido en programas de televisión como Aplauso o el Un, Dos, Tres..., el álbum no llegó a funcionar como se esperaba. Carecía de un sencillo de referencia como "Va A Estallar El Obús" que causara un impacto inmediato.

## Lista de canciones
| N.º | Título                                                                            | Duración |  |
| 1.  | «La Invasión De Las Máquinas» (Fernando Sánchez, Juan Luis Serrano, María Frutos) | 3ː47     |  |
| 2.  | «Buscando Acción» (Juan Luis Serrano, Teresa Alonso)                              | 3:40     |  |
| 3.  | «Dinero, Dinero» (Fernando Sánchez, María Frutos)                                 | 4:04     |  |
| 4.  | «Perdido En La Ciudad» (F. Sánchez, F. Laguna, M. C. G. Diestro, T. Alonso)       | 4:43     |  |
| 5.  | «Poderoso Como El Trueno» (F. Laguna, J. L. Serrano, M. C. G. Diestro, T. Alonso) | 3ː11     |  |
| 6.  | «Prohibido Hacer Rock» (Fernando Sánchez, Juan Luis Serrano)                      | 3ː11     |  |
| 7.  | «Dáme Amor» (F. Laguna, J. L. Serrano, M. C. G. Diestro, T. Alonso)               | 3ː46     |  |
| 8.  | «Estúpido Acusador» (Fernando Sánchez, Lourdes Sobrino)                           | 3ː37     |  |
| 9.  | «Labios Asesinos» (Fernando Sánchez, María Frutos)                                | 4ː22     |  |

## Personal

### Técnicos
- Arreglos – Tino Casal, Obús
- Diseño – Manuel Cuevas
- Productor - Tino Casal, Luis Soler
- Fotografía - Alfonso, J. F. Patiño
- Ingeniero de sonido - Tino Azores
- Asistente de sonido - Jaime Rubio

### Músicos
- Fructuoso "Fortu" Sánchez - Voz
- Juan Luis Serrano - bajo eléctrico y coros
- Paco Laguna - guitarra eléctrica y coros
- Fernando Sánchez - batería y coros